# 中西宏明
中西 宏明（なかにし ひろあき、1946年〈昭和21年〉3月14日 - 2021年〈令和3年〉6月27日）は、日本の実業家。位階は正三位。勲等は旭日大綬章。
一般社団法人日本経済団体連合会会長（第5代）、株式会社日立製作所相談役（取締役会長兼執行役、代表執行役兼執行役社長兼取締役、代表執行役兼執行役会長兼CEO兼取締役）、日本赤十字社副社長、一般社団法人中東協力センター会長、公益財団法人奈良先端科学技術大学院大学支援財団理事、一般社団法人2025年日本国際博覧会協会会長、株式会社日立グローバルストレージテクノロジーズ会長、株式会社日立グローバルストレージテクノロジーズ最高経営責任者、株式会社日立製作所副社長、株式会社日立製作所社長、一般社団法人日本電機工業会会長などを歴任した。

## 経歴

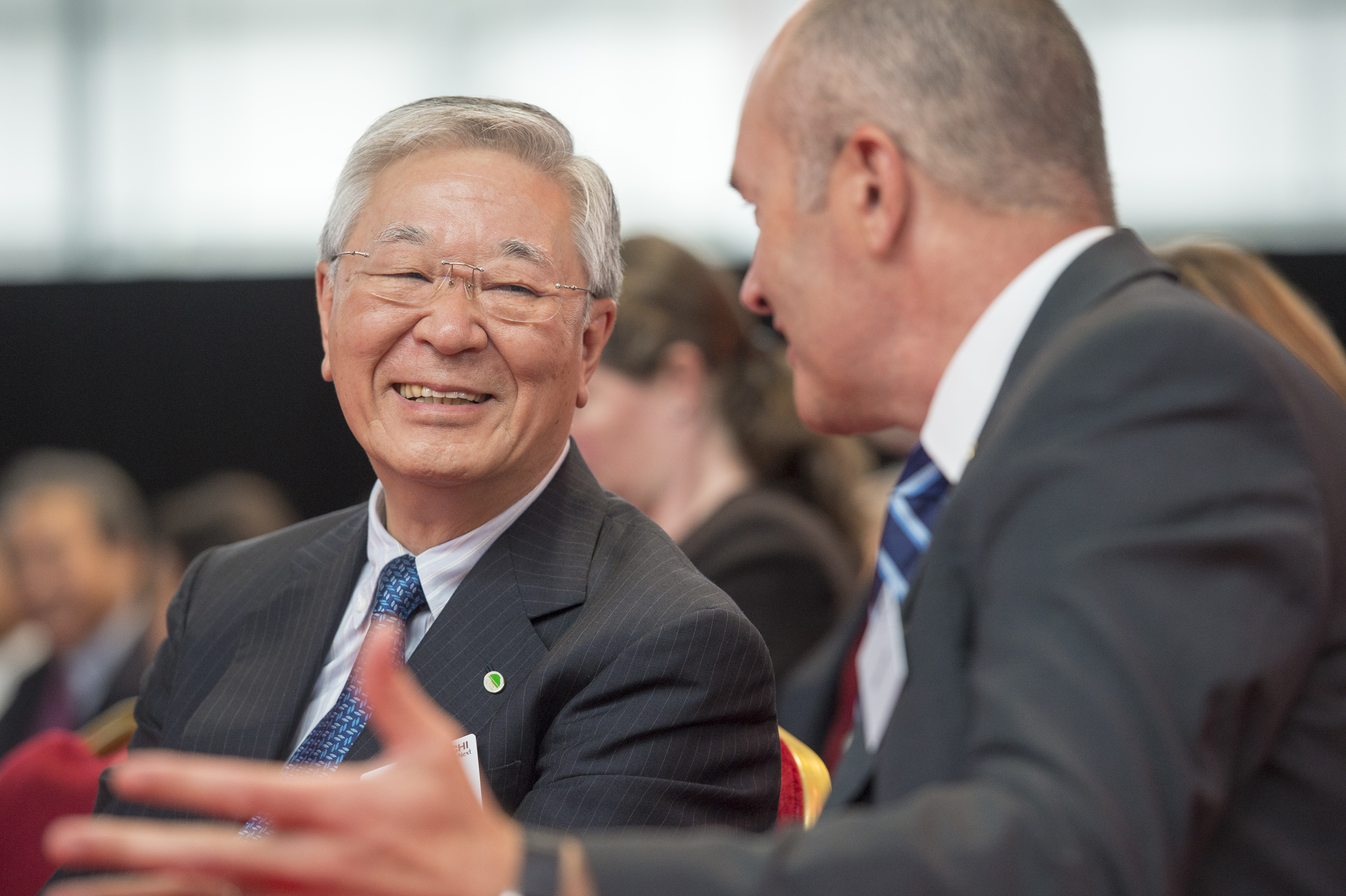
2015年9月3日、ダラム州ニュートンエイクリフにて日立レールグローバルCEOアリステア・ドーマー（右）と

大田区立田園調布小学校、大田区立田園調布中学校を卒業。東京都立小山台高等学校に在学中、東京大学文科二類を受験するが、不合格。1年の浪人を経て理科一類へ入学、工学部電気工学科を卒業し、日立製作所へ入社した。1979年スタンフォード大学大学院修士課程修了。常務、専務、副社長を経て、子会社に籍を置いていたが、業界史上最悪となる7873億円の赤字を計上した2009年に、同じく子会社に籍を置いていた川村隆、八丁地隆とともに経営再建のために呼び戻され、2010年からは社長を務めた。2014年から会長。日立V字回復の立役者となった。2014年の役員報酬は1億7300万円。
2018年5月31日、日本経済団体連合会会長に就任。しかし、その後体調不良が続いていたことを久保田政一日本経済団体連合会事務総長に訴え、2019年5月から悪性リンパ腫の検査・療養のため東京都内の病院に入院し、日本経済団体連合会会長としては初となる会長職の休業をした。これを受け、筆頭副会長の岡本毅東京ガス相談役は記者会見で、「緊急事態」とした上で「18人の副会長が力を合わせ、業務を遂行する」と説明した。9月9日に公務に復帰したが、その後、2020年7月にリンパ腫が再発し入院。抗がん剤の治療を受け2021年3月の段階で寛解し、以降は再々発を防ぐために最先端の治療を受けつつ、経団連や民間議員を務める経済財政諮問会議の会合にオンラインも活用しながら出席するなど職務を続けていたが、その後リンパ腫が再々発した疑いが明らかになり、治療に専念するため同年6月1日付をもって経団連会長を辞任した。後任は住友化学の十倉雅和会長が就任した。同月27日に死去。75歳没。没後、日本政府より没日に遡って正三位に叙され、旭日大綬章を追贈された。

## 概要
日立製作所で副社長を最後に子会社の社長を務めていたが、リーマンショックなどの影響から経営危機に陥った日立の再建のため、異例の人事で本社に復帰し、社長や会長兼最高経営責任者を歴任し、V字回復による同社の再建を実現した。「強い日立」を経営のスローガンとし、福島第一原子力発電所事故の後も原子力発電を推進している。

### 日本型雇用システム見直し発言
グローバル化やデジタル化の世界的な進展により、国際的な人材獲得競争が激化、過去の雇用制度のままでは、優秀な人材や高度な最新のデジタル技術を持っている人材の獲得が困難になっている。また、採用活動では新卒が重視される風潮下で、中途採用が抑制されるために、雇用環境の厳しい時期に不採用となった優秀な人材の再雇用が阻止されるなど、労働者にとってもデメリットがあるとして、2020年の春闘では、中西は、日本型雇用システムの見直しを問題提起した。

## 発言

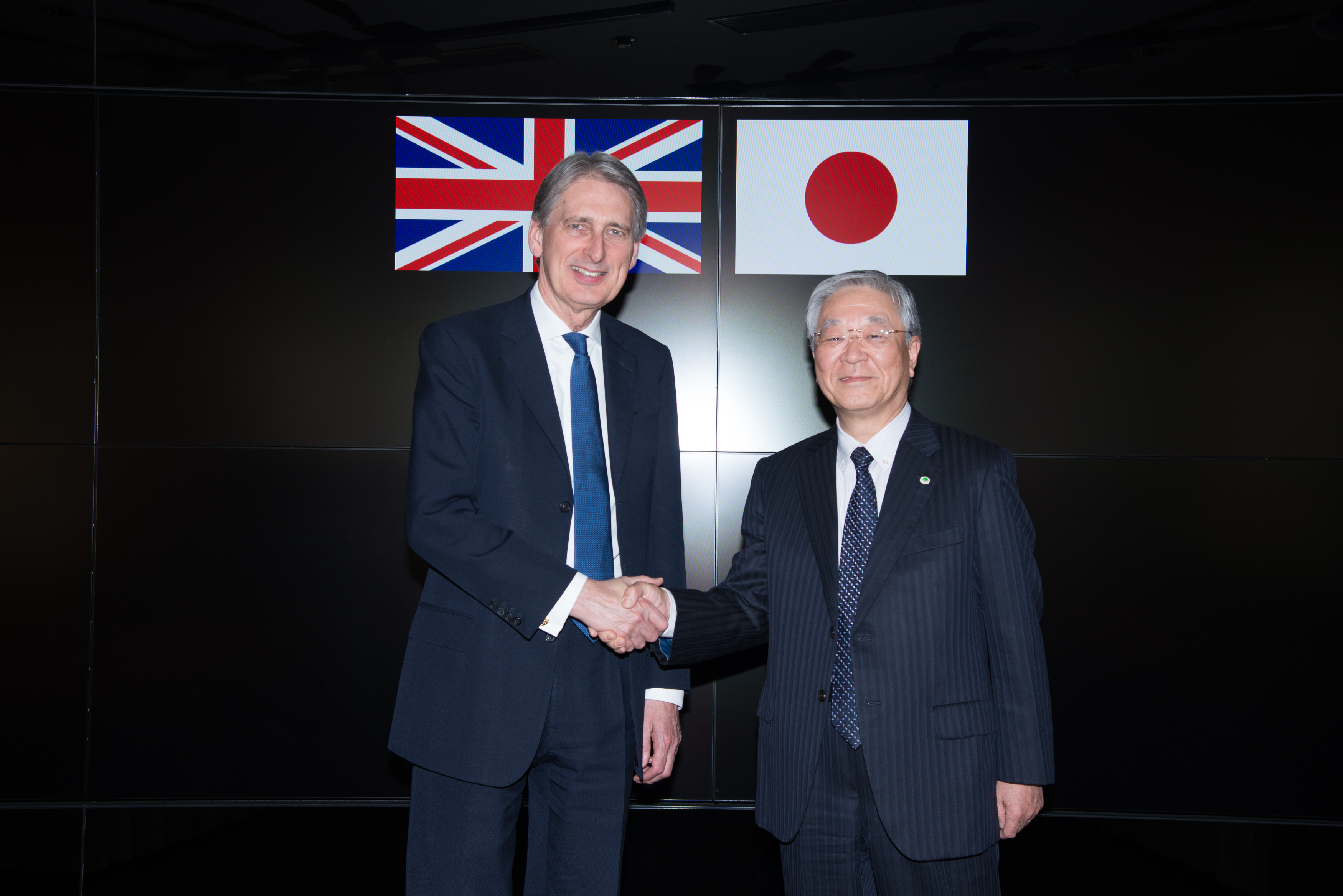
2016年1月8日、東京都にてイギリス外務・英連邦大臣フィリップ・ハモンド（左）と

2013年6月21日開いた定時株主総会で、「原子力発電の重要性は日本のみならず海外でも同様。それをしっかり支えていくのは日立の大きな責務だ」と発言した。また、ある株主からの、2012年に英国の原子力発電事業会社「ホライズン・ニュークリア・パワー」を買収したことの経営リスクを問う質問に対しては、「英国政府のエネルギーのポートフォリオ計画に従い、息の長い事業をしっかりと行っていく。恥ずべきことではなく誇るべきことと考えている」などと発言した。日立の2013年3月期の売上高営業利益率が4.7%と目標の5%に届かなかったことに関する質問が出たことに対しては「われわれの体質がまだ一流にいってなかった」と認めた。そのうえで、新しい中期経営計画では16年3月期の売上高利益率の目標を7%超と設定し、世界の競合と戦える10%以上も目指していくと述べた。
「原発と原爆が結びついている人に『違う』ということは難しい」などと原発周辺地域に居住する市民を批難し、その後訂正した。
「原発の再稼働に向けて国民的な議論の場が必要だ」と発言し、小泉純一郎元首相などが参加する反原発団体から討論を申し込まれると「感情的な反対をする方と議論しても意味がない」として議論しない意向を表した。
2019年4月に、「正直言って経済界は終身雇用なんてもう守れないと思っているんです。どうやってそういう社会のシステムを作り変えていくか、そういうことだというふうに（大学側と）お互い理解が進んでいるので」と述べ、雇用のシステムを変えていく必要性を主張した。
2020年10月5日、病室からのオンライン記者会見で、ドナルド・トランプアメリカ合衆国大統領の新型コロナウイルスへの感染について、「ちょっと不注意ではないか。ある意味、典型的な自業自得だ」との見解を示した。

## 経歴
- 1970年3月 東京大学工学部電気工学科を卒業[24]。
- 1970年4月 日立製作所入社。
- 1979年7月 スタンフォード大学大学院でコンピュータエンジニアリング学修士課程を修了。
- 1990年2月 大みか工場計算制御システム開発部長。
- 1993年2月 同社大みか工場副工場長。
- 1998年6月に日立のヨーロッパ法人のマネージングディレクター。
- 2000年8月 株式会社日立製作所情報･通信グループ統括本部副本部長。
- 2001年7月 国際情報通信営業本部長。
- 2002年4月 情報･通信グループCMO兼国際情報通信営業本部長兼サーバシステム営業部長。
- 2003年4月 国際事業部門長兼欧州総代表。
- 2003年6月 執行役常務／国際事業部門長兼欧州総代表。
- 2004年4月 執行役専務／グループ戦略本部G-グローバル事業部門長兼北米総代表兼欧州総代表。
- 2005年6月 執行役専務（北米総代表兼日立グローバルストレージテクノロジーズ社取締役会長兼CEO）。
- 2006年4月 執行役副社長（北米総代表兼日立グローバルストレージテクノロジーズ社取締役会長兼CEO）。
- 2007年1月 日立グローバルストレージテクノロジーズ社取締役会長兼CEO。
- 2009年 日本インダストリアル・エンジニアリング協会会長[25]。
  - 4月 代表執行役および執行役副社長（電力事業、電機事業、都市開発システム事業、オートモティブシステム事業、生産技術担当、モノづくり強化本部長兼交通事業強化本部長兼品質保証本部長兼日立グローバルストレージテクノロジーズ社取締役会長）となる。
  - 12月 代表執行役 執行役副社長（電力事業、電機事業、都市開発システム事業、オートモティブシステム事業、生産技術担当、モノづくり強化本部長兼品質保証本部長兼日立グローバルストレージテクノロジーズ社取締役会長）。
- 2010年4月 代表執行役 執行役社長。
  - 6月 取締役代表執行役執行役社長。
  - 2010年6月に財団法人奈良先端科学技術大学院大学支援財団の非常勤理事となっている[26]。
- 2014年4月 取締役代表執行役会長。
- 2018年4月 取締役執行役会長。
- 2018年5月 一般社団法人 日本経済団体連合会 会長。
- 2021年5月 相談役。

## 栄典
- 2015年 - 大英帝国勲章ナイト・コマンダー章[27]。
- 2021年 - 正三位、旭日大綬章[16]